# کاخ سلطنتی مادرید
کاخ سلطنتی مادرید (اسپانیایی: Palacio Real de Madrid‎) اقامتگاه رسمی خانواده سلطنتی اسپانیا در مادرید است اما تنها برای رویدادهای مربوط به دولت استفاده می‌شود. این کاخ ۱۳۵٬۰۰۰ مترمربع زیربنا دارد و دارای ۳٬۴۱۸ اتاق است. این کاخ از لحاظ زیربنا بزرگ‌ترین کاخ اروپاست.
فلیپه ششم و خانواده سلطنتی در این کاخ زندگی نمی‌کنند و به جایش در کاخ سارسوئلا در حومه مادرید که کاخ معمولی‌تری است، زندگی می‌کنند.
این کاخ به دولت اسپانیا تعلق دارد و اداره‌اش به عهده میراث ملی است که زیر نظر دفتر ریاست‌جمهوری قرار دارد. این کاخ در خیابان بایلن در بخش غربی مرکز شهر مادرید قرار دارد و از طریق ایستگاه اپرای متروی مادرید در دسترس است. تعدادی از اتاق‌های آن به جز در مناسبت‌های دولتی، با بهای ۱۱ یورو و در برخی روزها به صورت رایگان در معرض دید عموم قرار دارد.
این کاخ در محل دژی از دوران حضور مسلمانان در اسپانیا ساخته‌شده به دست محمد یکم در سده نهم میلادی، ساخته شده‌است. در ۱۰۳۶ به دست موروها (طایفه‌ای از تولدو) افتاد پس از سقوط مادرید و پادشاهی آلفونسوی ششم در ۱۰۸۳ این عمارت به ندرت توسط شاهان اشغال می‌شد. در ۱۳۲۹ آلفونسوی یازدهم دادگاه مادرید را تشکیل داد. فیلیپ دوم در ۱۵۶۱ دادگاه را به این کاخ منتقل کرد.
دژ سلطنتی مادرید یا الکاسر قدیمی در سده ۱۶ میلادی در این مکان ساخته شد. پس از آتش‌سوری ۲۴ دسامبر ۱۷۳۴ و ویرانی دژ، فیلیپ پنجم دستور داد کاخ جدیدی در همین مکان ساخته شود. ساخت آن از ۱۷۳۸ تا ۱۷۵۵ طول کشید و معماران مختلفی از جمله ونتورا رودریگز و فرانچسکو ساباتینی براساس طراحی فیلیپو ایووارا که به سبک برنینی بود، روی آن کار کردند. کارلوس سوم اسپانیا اولین شاهی بود که در ۱۷۶۴ در این کاخ ساکن شد.
آخرین شاهی که دائماً در این کاخ ساکن بود، آلفونسوی سیزدهم اسپانیا بود. مانوئل آزانیا رئیس‌جمهور جمهوری دوم اسپانیا نیز در این کاخ اقامت داشت و آخرین رئیس‌جمهوری بود که چنین کرد. در دوره جمهوری این کاخ، کاخ ملی خوانده می‌شد. هنوز اتاقی در کاخ با نام «دفتر آزانیا» وجود دارد.
طراحی داخلی این بنا از نظر هنری و آثار هنری آن و استفاده از مواد مرغوب و زیبا و طراحی اتاق‌ها قابل توجه است. آثار هنری کسانی همچون کاراواجو، خوان د فلاندس، فرانسیسکو گویا و دیه‌گو ولاسکس و نقاشی‌های دیواری جامباتیستا تیه‌پولو، کورادو جاکوئینتو و آنتون رافائل منگس در میان این آثار وجود دارد. مجموعه‌های دیگری از اشیای تاریخی و هنری از جمله موزه سلطنتی سلاح مادرید، چینی، ساعت، مبلمان، وسایل نقره و تنها مجموعه کامل پنج ساز زهی ساخت استرادیواری نیز در این کاخ محفوظند.